# Where We Belong (Boyzone)
Where We belong è il terzo album della boy band irlandese Boyzone. L'album fu pubblicato il 25 maggio 1998 dalla Polydor.

## Tracce
1. Picture of You – 3:28
2. Baby Can I Hold You (7" Edit) – 3:15
3. All That I Need (7" Edit) – 3:42
4. Must Have Been High – 3:27
5. And I – 4:03
6. That's How Love Goes – 3:55
7. Where Did You Go? – 4:39
8. I'm Learning (Part 1) – 3:43
9. One Kiss at a Time – 4:06
10. While the World Is Going Crazy – 5:10
11. This Is Where I Belong – 5:29
12. Will Be Yours – 3:36
13. Good Conversation – 3:56
14. You Flew Away – 4:25
15. I'm Learning (Part 2) – 3:03
16. No Matter What – 4:34
17. I Love the Way You Love Me – 4:06